# Þorvalds þáttr tasalda
Þorvalds þáttr tasalda es una historia corta islandesa (þáttr) cuya trama se asemeja a la contemporánea Þorgríms þáttr Hallasonar; trata de las hazañas de un valiente islandés llamado Þorvaldr en la corte noble del rey de Noruega. Este tipo de relatos eran muy apreciados como forma de entretenimiento para los islandeses de la época, un buen ejemplo del papel que combina los relatos tradicionales y la narrativa.